# Тобольськ
Тобо́льськ (рос. Тобо́льск) — місто, районний центр в Тюменській області. Порт на річці Іртиш біля впадіння в неї річки Тобол, за 14 км від залізничної станції Тобольськ. Кількість населення на 2024 становить 100 тисяч осіб.

## Історія
Тобольськ отримав свою назву від річки Тобол, на якій до 1610 року місто і розташовувалося.
Є судноверф, судноремонтний завод, деревообробна фабрика, легка харчова промисловість. Нафтопереробний комбінат (1987). Різьба по кістці. Педагогічний інститут. Театр. Історико-архітектурний музей-заповідник.
Місто засноване в 1587 році, з 1610 — на сучасному місці. Архітектурні пам'ятки: кам'яний кремль (копія 17 століття), Софійсько-Успенський собор (17 століття) та інші.
У 1782–1796 роках Тобольськ був центром Тобольського намісництва Російської імперії.

## Відомі люди
Народились:
- Абдулов Олександр Гаврилович (1953–2008)  — актор.
- Аляб'єв Олександр Олександрович (1787–1851) — композитор.
- Грабовський Борис Павлович (1901–1966) — фізик, один з винахідників телебачення.
- Жаспар Таїсія Павлівна (1912 — 1986) — український живописець і графік.
- Луговський Борис Львович (1898 — †) — український етнограф, краєзнавець.
- Менделєєв Дмитро Іванович (1834–1907) — російський хімік, автор періодичної таблиці хімічних елементів.

У Тобольськ у 1687 році було заслано українського гетьмана Івана Самойловича. Тут він прожив аж до смерті у 1690. Також тут перебували у засланні:
- Густав Блідстрем — шведський гобоїст та композитор (до укладення Ніштадтського миру 1721 року);
- Павло Головатий (* бл. 1715 — † 1795) — останній військовий суддя запорозьких козаків;
- Павло Грабовський (*1864 — †1902) — український поет-лірик, публіцист, перекладач;
- Устим Кармелюк (1787 — 1835) — український національний герой, керівник повстанського руху на Поділлі у 1813–1835 роках проти національного і соціального гніту;
- Іван Нечай (р. н. невід.— п. після 1663) — брат Данила Нечая, зять Б. Хмельницького. Посол у Криму (1650—1653), полковник білоруський (1656—1659);
- Семен Палій (1640-і роки — †1710) — полковник білоцерківський (фастівський), керівник національно-визвольної боротьби українського народу проти польської влади у Правобережній Україні в кінці XVII-го на початку XVIII століть;
- Іван Сірко (* бл. 1610 — †1680) — кошовий отаман Війська Запорізького Низового;

## Галерея

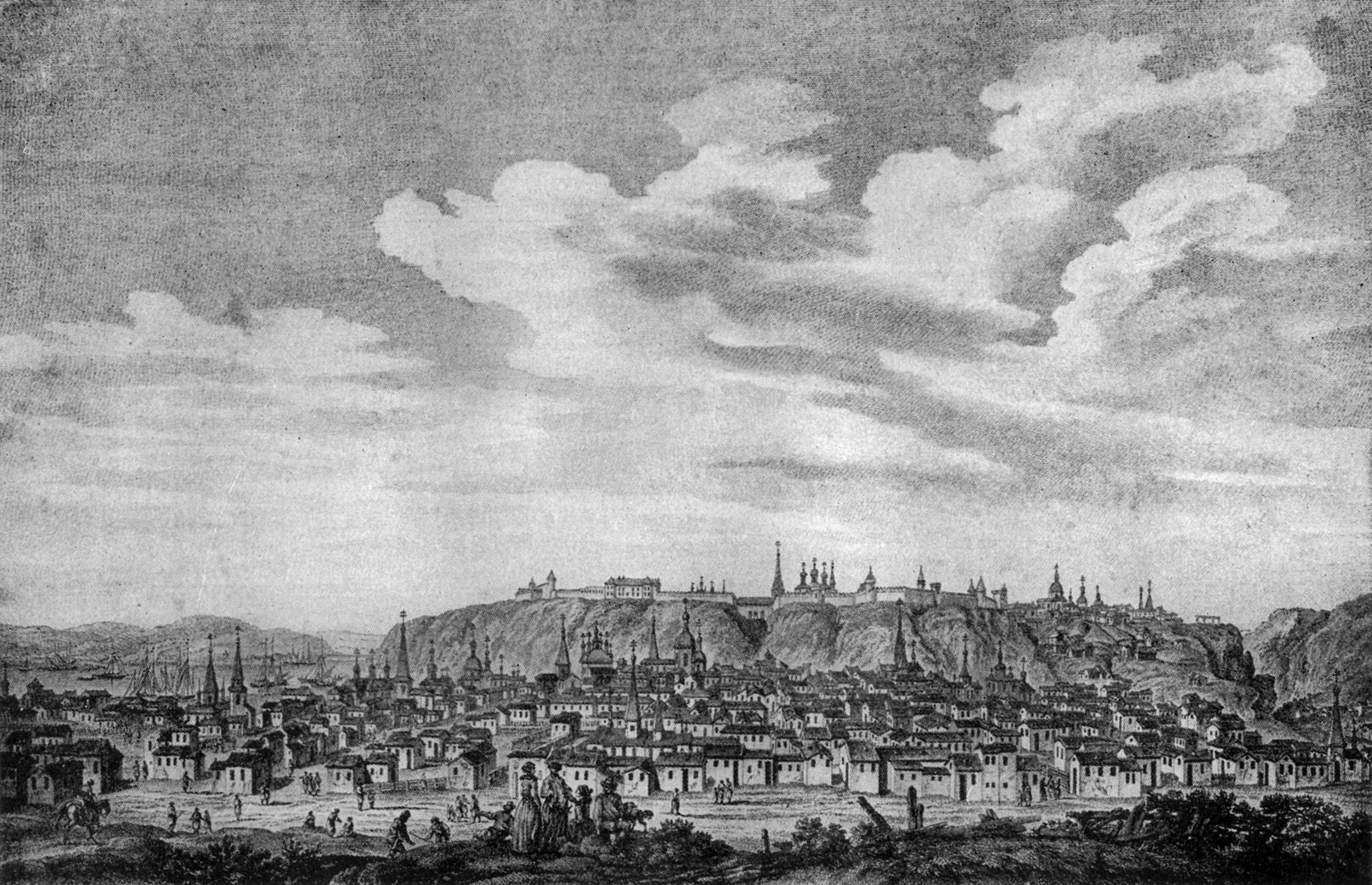
Тобольськ у 1898 р.
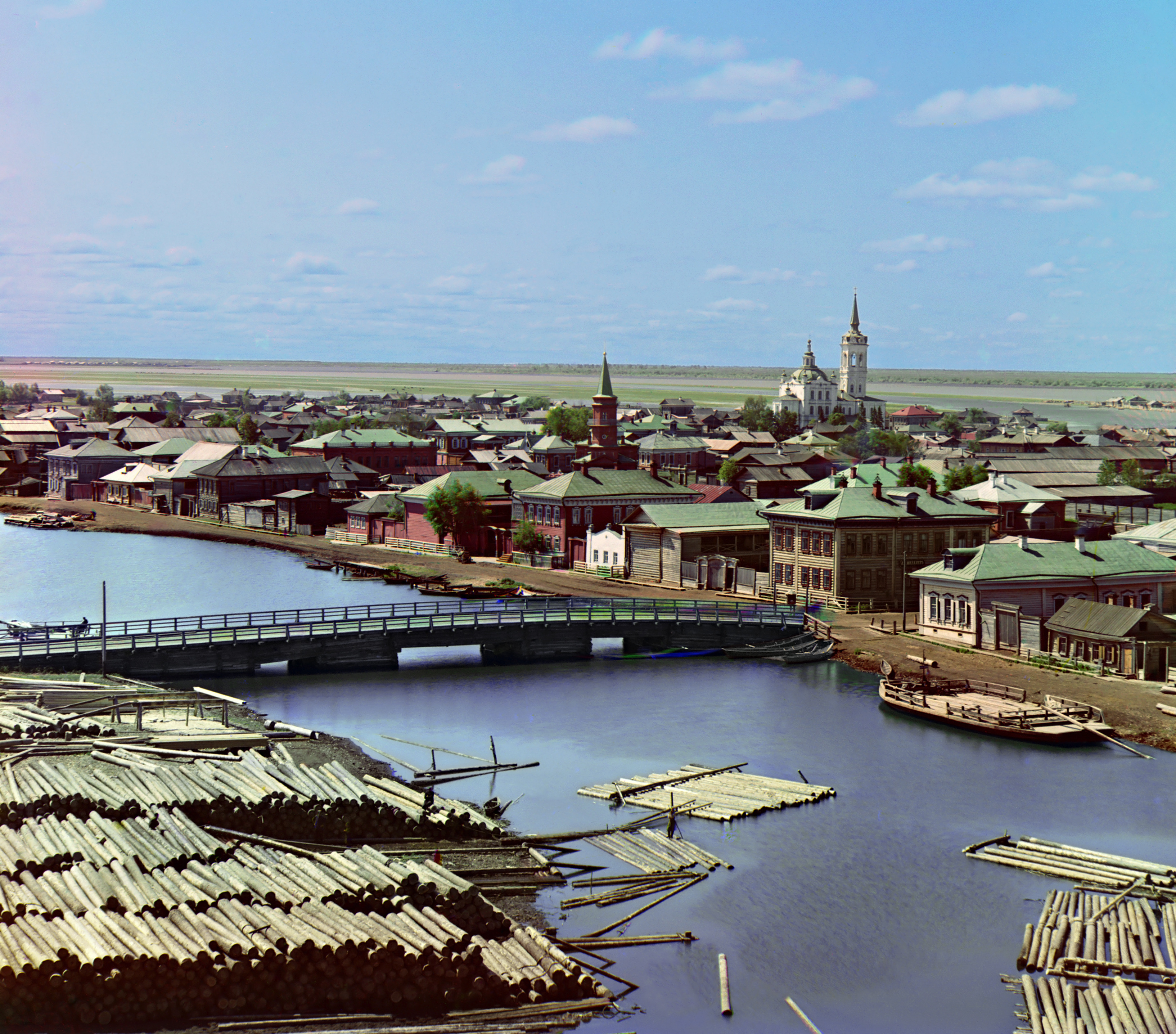
Тобольськ у 1910 р.
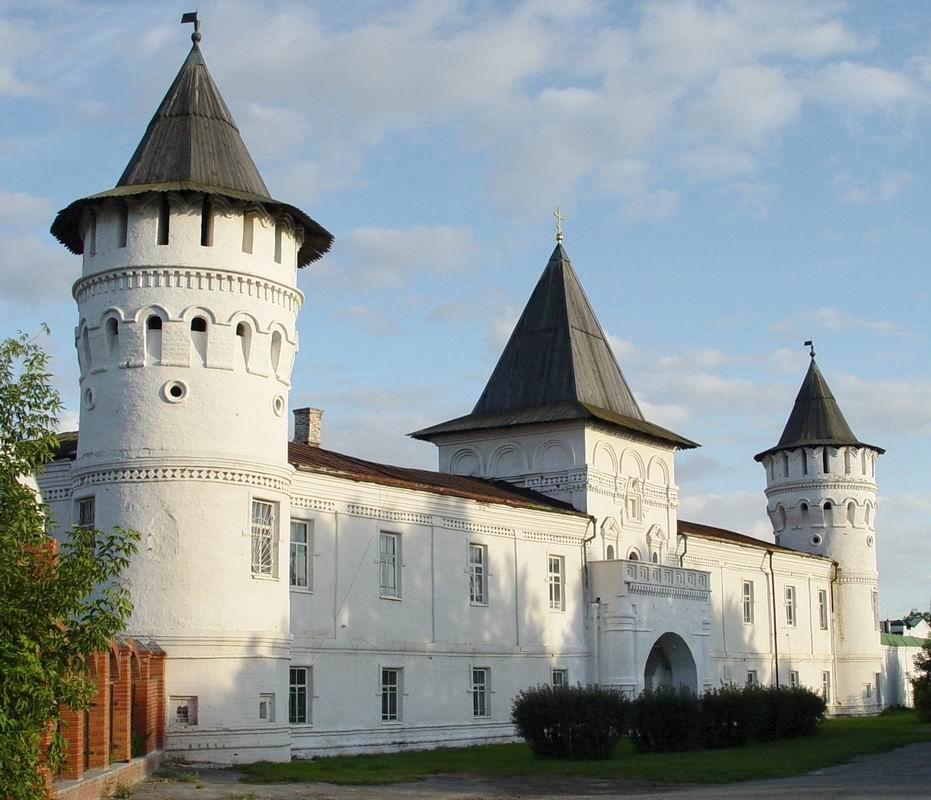
Гостинний двір - Центр Євроазійської торгівлі.